# Šeherezada
Šeherezada (perzijski: شهرزاد Šahrzād) je legendarna perzijska kraljica i pripovjedačica priča iz knjige Tisuću i jedna noć. 

## Legendarna Šeherezada
Knjiga je uokvirena priča u kojoj Šeherezada svoje priče priča caru Šahrijaru koji je zamrzio cijeli ženski rod i svaku noć u svoju palaču dovodio po jednu novu djevicu za ženu, koju bi ujutro ubijao. Šahrijar je mrzio žene zbog prijevare koju mu je nanijela njegova supruga s robom. Šeherazada se svojom voljom prijavila da ode kralju i u noći s njim zamolila ga je da se pozdravi sa svojom sestrom koja joj je tada tražila da ispriča priču. Šeherezada je započela svoju priču i prekidala je u jutro na najzanimljivijem dijelu, tako da bi svaki put car odgodio njenu smrt kako bi čuo kraj priče. To je trajalo tisuću i jednu noć. U tom razdoblju ona je utjecala na kralja, njegovo ponašanje i razmišljanje, i rodila mu tri sina. Nakon toga, kralj ju je ostavio na životu i učinio je svojom stalnom suputnicom.

## Povijesna Šeherezada
Neki smatraju da je Šeherezadin lik djelomično ili potpuno nastao prema kraljici Homāy, kćerci Bahmana, koja je imala epitet Čehrzād (što znači: uzvišenog izgleda) po kojem je nastalo ime lika u knjizi. Drugi pak smatraju da se karakter lika temelji prema majci Haruna al-Rašida, abasidskog kalifa iz Raja. Imala je tri muža.

## U popularnoj kulturi
Lik Šeherezade pojavljivao se u brojnim filmovima, TV serijama, knjigama, računalnim igrama itd. Neki od primjera su:
- Шехеразада („Šeherezada”) - suita ruskog skladatelja Nikolaja Rimski-Korsakova iz 1888. godine.
- Shéhérazade („Šeherezada”) - zbirka triju pjesama i orkestar francuskog skladatelja Maurice Ravela iz 1902. godine.
- Tisuću i jedna noć (TV serija) - turska televizijska sapunica snimljena krajem 2000-ih u kojoj lik Šeherezade tumači glumica Bergüzar Korel.